# Proterorhagia oztotloica
Famille
Genre
Espèce
Proterorhagia oztotloica est une espèce d'acariens, la seule du genre Proterorhagia et de la famille des Proterorhagiidae.

## Distribution
Cette espèce a été découverte au Mexique.